# Geser F-250 4x4
Der Geser F-250 4x4 ist ein Feuerwehrfahrzeug aus der Schweiz.

## Geschichte und Entwicklung
Seit 1975 wurden bei der Geser AG  in Littau im Kanton Luzern die Feuerwehrfahrzeuge  Geser F-250 4x4 konstruiert. Oft spezifisch auf die verschiedenen Bedürfnisse Schweizer Feuerwehren angepasst. Das Modelle Geser  F-250 4x4 basiert auf dem Ford F-250 und war als Atemschutz, Mannschaft- und Materialtransporter weit verbreitet. Das Fahrzeug verfügt über Allradantrieb mit Geländeuntersetzung mit Ausgleich im Verteilergetriebe und automatischer Differenzialsperre bei der Hinterachse. Einem Anhängerhaken für das Mitführen diverser Feuerwehranhängern, je nach Bedarf. Die Bereifung besteht aus 4x 9.50 16.5 TC mit einem Pneudruck von 4,5 bar vorne und  5,0 bar hinten. Das Bremssystem basiert auf vakuumunterstützten Hydraulikbremsen. Diverse Feuerwehren in der Schweiz haben solche Fahrzeuge noch als Oldtimer für Festanlässe und Umzüge im Inventar. Ein Geser F-250 4x4 der Freiwilligen Feuerwehr Zug in der Konfiguration als  Atemschutzfahrzeug befindet sich im Zuger Depot Technikgeschichte.

## Bilder

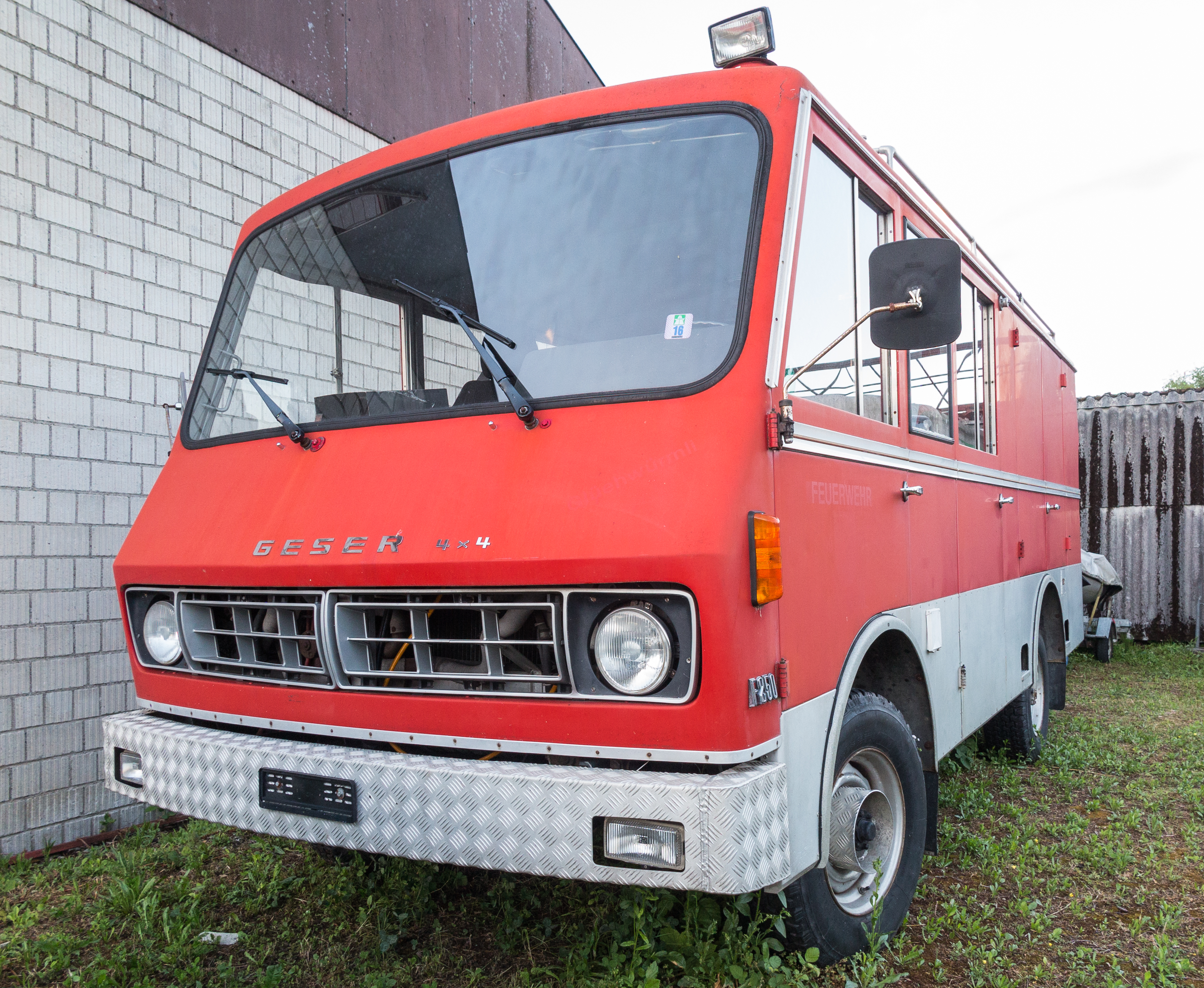
Geser 4x4 F250
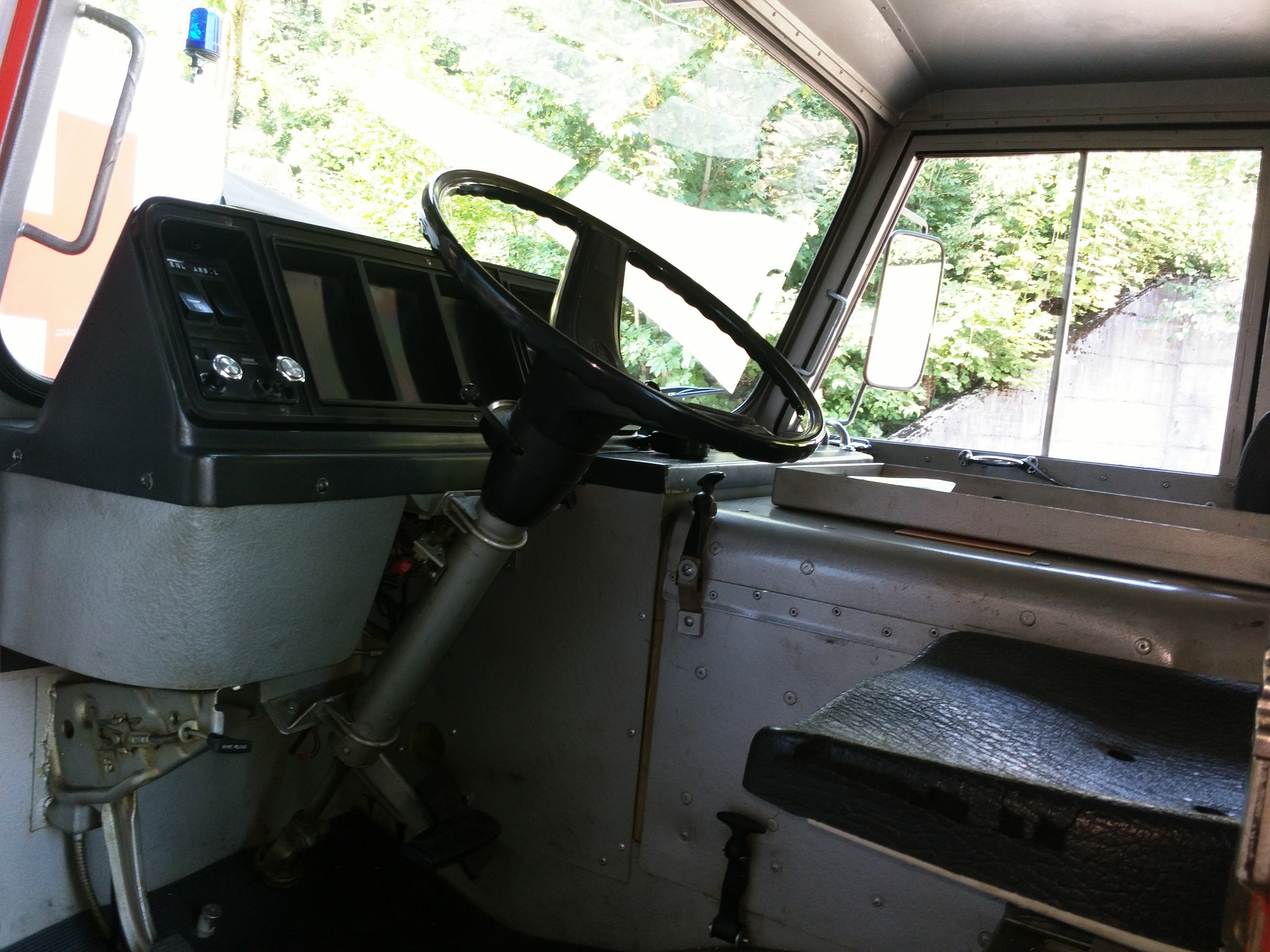
Geser 4x4 F-250 Cockpit
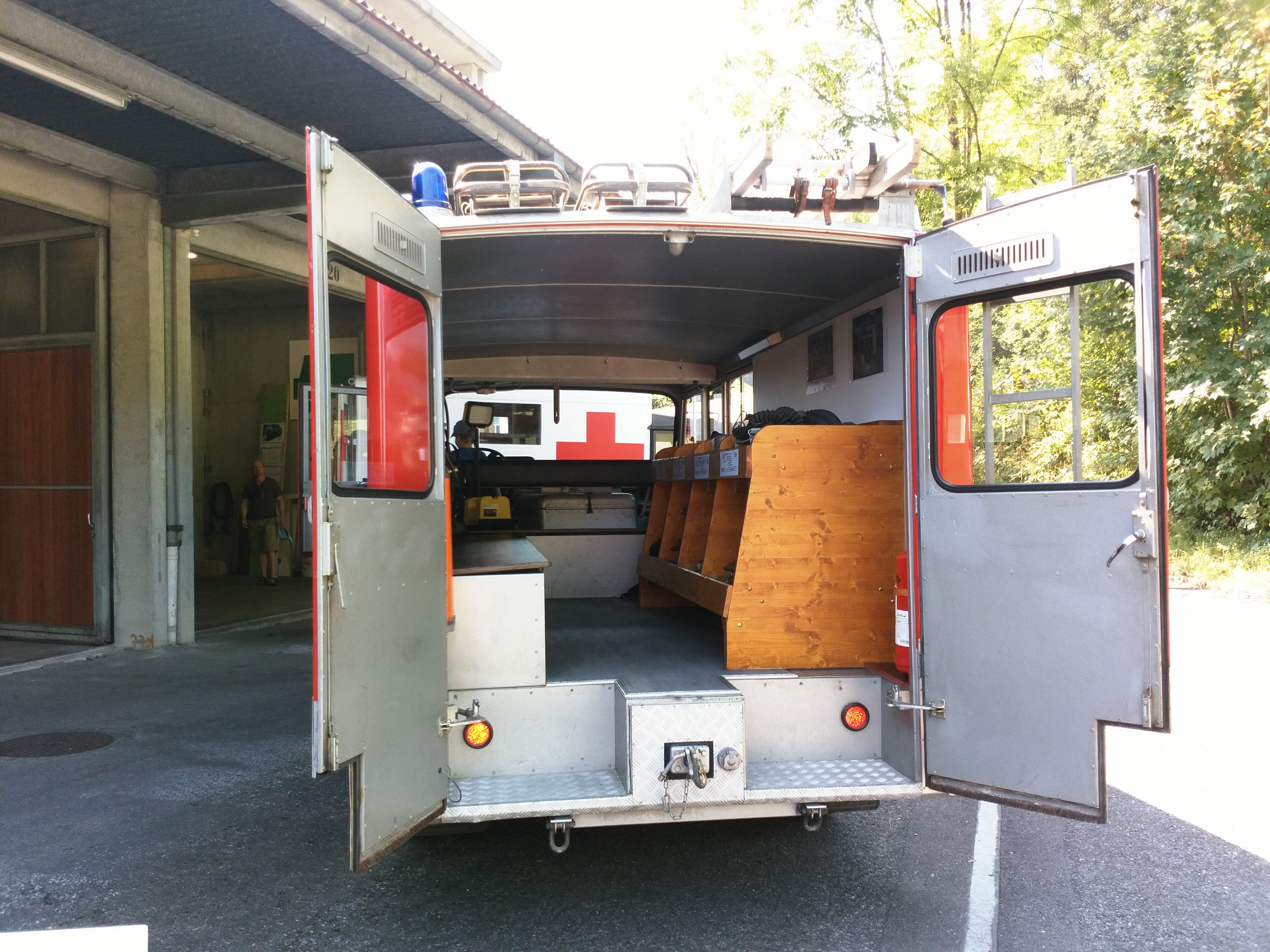
Geser 4x4 F-250 Heck